# Pathfinder Roleplaying Game

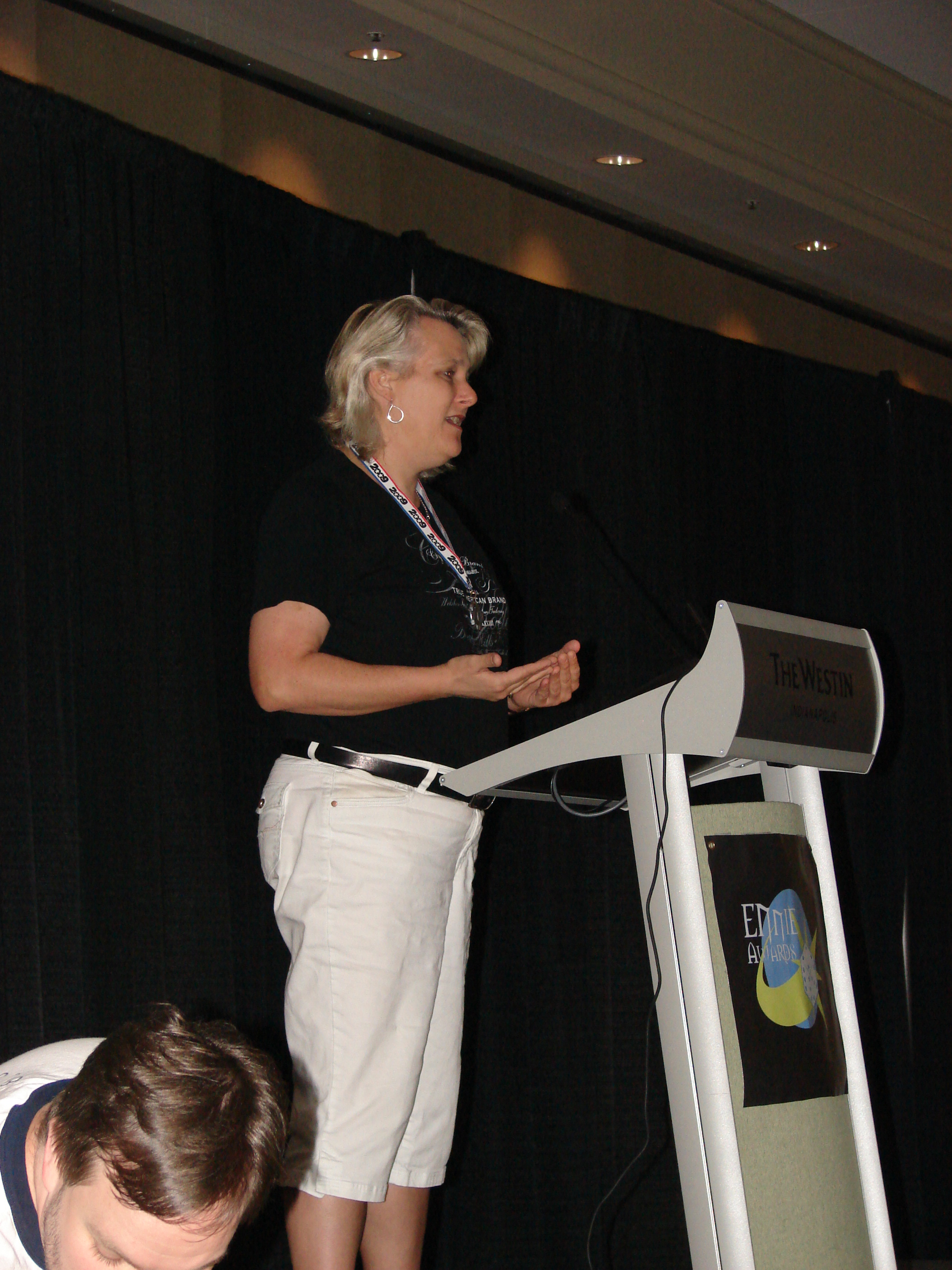
Lisa Stevens, CEO da Paizo Publishing.

Pathfinder Roleplaying Game ou Pathfinder RPG é um RPG de fantasia lançado em 2009 pela Paizo Publishing. O jogo estende e modifica as regras da terceira edição de Dungeons & Dragons (D&D), publicado pela Wizards of the Coast, sob a Open Game License. Pathfinder RPG foi planejado para ser compatível com D&D 3.5, sendo apelidado de 3.7.5.

## Histórico
A editora Paizo Publishing publicava as revistas Dragon e Dungeon, que eram sobre o jogo Dungeons & Dragons (D&D). A Paizo estava publicando sob licença da Wizards of the Coast, que detém os direitos de Dungeons & Dragons, foi criado o mundo de Golarion. A Wizards of the Coast optou por não renovar o contrato no início de 2007, com isso, a Paizo começou a publicar a revista Pathfinder. Em agosto de 2007, a Wizards of the Coast anunciou o lançamento da quarta edição de Dungeons & Dragons, que substituiu a versão 3.5. Muitos dos funcionários da Paizo estavam preocupados com Game System License e o fato da nova licença, usada na quarta edição, ser mais restritiva que as anteriores. Em vez de continuar a publicar material para D&D, a Paizo lançou Pathfinder como uma versão modificada de D&D 3.5, sob Open Game License, lançada pela própria Wizards na terceira edição de Dungeons & Dragons (lançada em 2000). Anunciado em março de 2008, o Pathfinder RPG foi desenvolvido ao longo de um ano, usando um modelo de playtest aberto, onde os jogadores puderam experimentar o sistema e postar seus comentários no site da Paizo.
Um jogo de cartas colecionáveis, Pathfinder Adventure Card Game, baseado em no sistema foi lançado em Gen Con 2013. Foi projetado por por Mike Selinker da  Lone Shark Games.

## No Brasil
Em 2008, a revista Dragon Slayer #21 apresentou um artigo autorizado pela Paizo sobre classe feiticeiro traduzido por Leonel Caldela.
Em 2013, foi anunciado que a Devir Livraria, editora que publicada D&D no país desde 1999,  a editora inicialmente anunciou o jogo de cartas colecionáveis com o título "Pathfinder: O Jogo de Aventuras", o jogo também foi prometido pela filial portuguesa, a editora não declarou se irá lançar também o RPG no país europeu. Em 2015, a editora publicou Pathfinder Roleplaying Game – Livro Básico. Em outubro de 2018, a Paizo anunciou que a licença de Pathfinder iria para a New Order Editora, no ano seguinte, a New Order lançou uma campanha de financiamento coletivo no Catarse para publicar a segunda edição de Pathfinder